# Wilhelm Kienzl
Wilhelm Kienzl (n. 17 ianuarie 1857, Waizenkirchen⁠(d), Austria Superioară, Austria – d. 3 octombrie 1941, Viena, Germania Nazistă ) a fost un compozitor austriac. 

## Biografie
Wilhelm Kienzl s-a născut în pitorescul orășel Waizenkirchen aflat în Austria Superioară. Familia sa s-a mutat în capitala Stiriei, Graz, în 1860, unde a studiat vioara cu profesorul Ignaz Uhl, pianul cu Johann Buwa și compoziția muzicală, din 1872, cu elevul lui Frédéric Chopin Louis Stanislaus Mortier de Fontaine. Din 1874, a studiat compoziția muzicală cu Wilhelm Mayer (cunoscut și sub numele W. A. Rémy), estetica muzicală cu Eduard Hanslick și istoria muzicii cu profesorul Friedrich von Hausegger. Ulterior a fost trimis la Conservatorul de Muzică de la Universitatea Carolină din Praga pentru a studia cu Josef Krejci, care era atunci directorul Conservatorului. După aceea a mers la Conservatorul din Leipzig în 1877, apoi la Weimar pentru a studia cu Franz Liszt, înainte de a finaliza studiile de doctorat la Universitatea din Viena. 
În timp ce Kienzl se afla în Praga, Krejci l-a dus la Bayreuth pentru a asculta prima reprezentație a Inelului Nibelungilor a lui Richard Wagner. A lăsat o impresie de durată asupra lui Kienzl, atât de mult încât a fondat „Asociația Graz Richard Wagner” (acum „Compania austriacă Richard Wagner, Biroul Graz”) cu Hausegger și cu Friedrich Hofmann. Cu toate că ulterior a părăsit-o, Wilhelm Kienzl nu și-a pierdut niciodată dragostea pentru muzica lui Wagner. 
În 1879, Kienzl a plecat într-un turneu în Europa ca pianist și dirijor. A ajuns directorul Deutsche Oper din Amsterdam în 1883, dar s-a întors curând la Graz, unde în 1886, a preluat conducerea Steiermärkischen Musikvereins und Aufgaben am Konservatorium. El a fost angajat de către managerul Bernhard Pollini ca Kapellmeister la Stadttheater din Hamburg pentru sezonul 1890-1891, dar a fost concediat la mijlocul lunii ianuarie 1891, din cauza recenziilor ostile pe care le-a primit (succesorul său a fost Gustav Mahler). Mai târziu a dirijat la München. 
În 1894, a scris a treia și cea mai faimoasă operă a sa, Der Evangelimann, dar nu a mai reușit să aibă același succes cu opera sa Don Quijote (din 1897) bazată pe un roman de Miguel de Cervantes. Doar Der Kuhreigen (1911) a atins un nivel similar de popularitate cu Der Evangelimann și acest lucru doar pentru o scurtă perioadă.
În 1917, Kienzl s-a mutat la Viena, unde a murit prima sa soție, soprana wagneriană Lili Hoke, în 1919. Apoi, în 1921, Kienz s-a căsătorit cu Henny Bauer, libretista celor mai recente trei opere ale sale. 
După primul război mondial, el a compus melodia unei poezii scrise de politicianul Karl Renner, Deutschösterreich, du herrliches Land (Austria germană, țara ta minunată), care a fost imnul național neoficial al Primei Republici Austriece până în 1929. Conștient de schimbările din dinamica muzicii moderne, a încetat să scrie opere mari după 1926 și a abandonat compoziția cu totul în 1936 din cauza stării sale proaste de sănătate. Începând cu 1933, Kienzl a susținut deschis regimul lui Adolf Hitler din Germania.

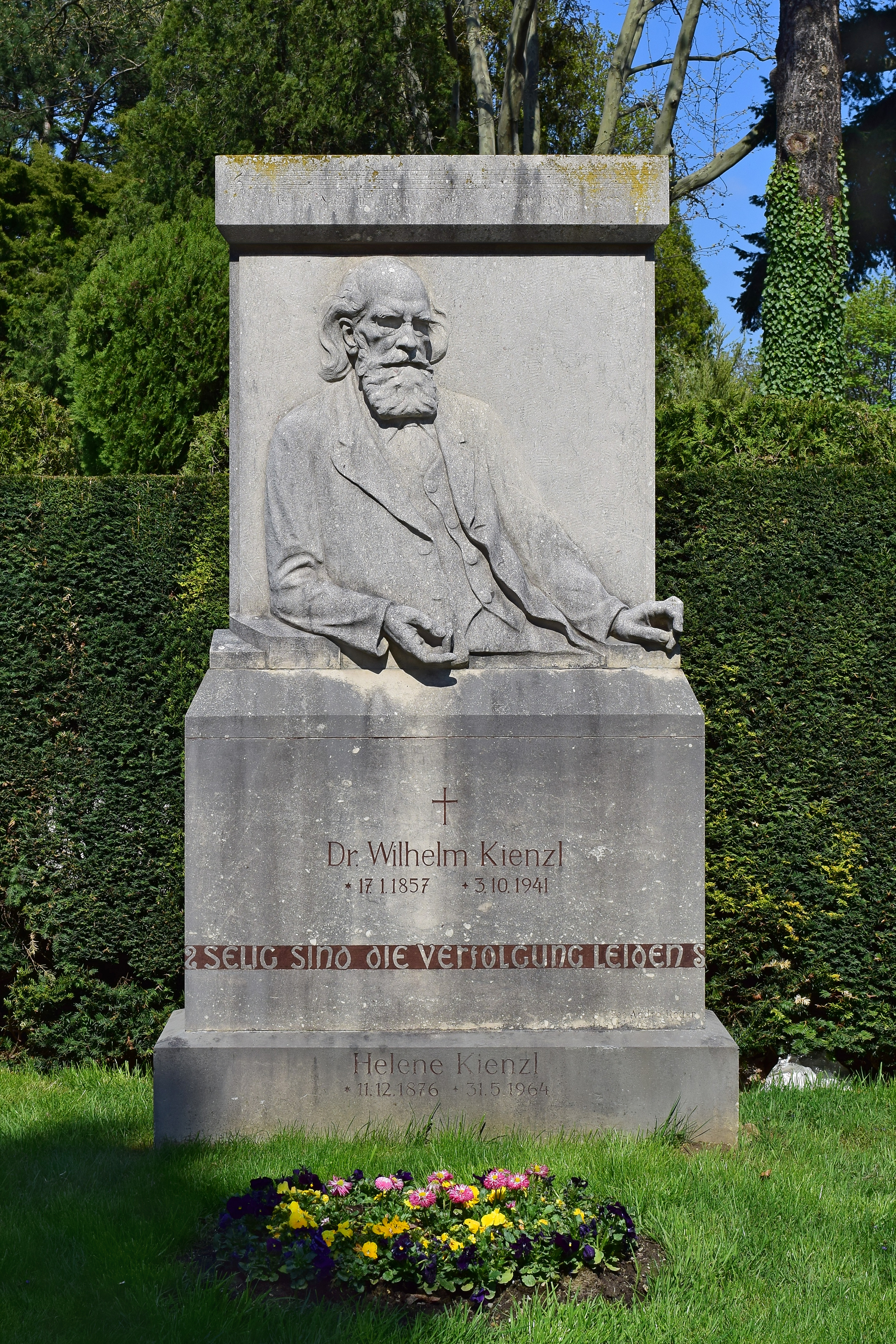
Mormântul lui Wilhelm Kienzl aflat în Cimitirul Central din Viena

Prima iubire a lui Kienzl a fost opera, apoi muzica vocală și în aceste două genuri și-a pus amprenta. O vreme a fost considerat, împreună cu Hugo Wolf, unul dintre cei mai buni compozitori de Lieduri (cântece de artă) după Schubert. Cea mai cunoscută lucrare a sa, Der Evangelimann, mai cunoscută pentru aria sa Selig sind, die Verfolgung leiden (Fericiți sunt cei persecutați), continuă să fie interpretată ocazional. Este o operă populară care a fost comparată cu Hansel și Gretel  a lui Humperdinck și conține elemente ale tradiției post-romantice verismo. După Humperdinck și Siegfried Wagner, compozitori de opere bazate pe basme, Kienzl este cel mai important compozitor de operă din epoca romantică din perioada post-Wagner. Cu toate acestea, punctele forte ale lui Kienzl stau de fapt în prezentarea scenelor de zi cu zi. În ultimii săi ani, amplul său corp de cântece a ajuns să fie important, deși a fost în mare parte neglijat de atunci. 
În ciuda faptului că opera a fost pe primul loc în viața sa, Kienzl nu a ignorat deloc muzica instrumentală. A scris trei cvartete pentru coarde și un trio pentru pian.

## Opinii politice
Kienzl a fost un susținător al nazismului în străinătate. L-a lăudat pe Hitler înaintea Anschluss-ului austriac, în 1938, ca un personaj „impunător” și „impresionant”, care are „dreptul de a conduce popoarele lumii”.

## Deces
Kienzl a murit la Viena și este înmormântat într-un mormânt de onoare aflat în Cimitirul Central din Viena. Moartea sa în perioada nazistă explică mormântul său de onoare, dar onoarea sa nu a mai fost mediată de atunci, în mai bine de 70 de ani de democrație în Austria. În afară de aceasta, în 2007, Republica Austria a emis un timbru comemorativ în onoarea lui Kienzl cu ocazia aniversării a 150 de ani.